# Крис Уодъл
Крис Уодъл (на английски: Chris Waddle) е бивш английски професионален футболист, роден през 1960 година.

## Кариера
Името му излиза на преден план като един от основните играчи на клубовете Нюкасъл Юнайтед и Тотнъм Хотспър за които блести през 1980-те години. В този период, Уодъл става и един от атрактивните футболисти на националния отбор на Англия, за когото е сред звездите при успешното представяне на световното първенство през 1990 година в Италия, достигайки до полуфиналите. По това време, той вече е играч на френския Олимпик Марсилия, с чийто тим, през 1991 година, достига до финала за купата на европейските шампиони, сегашна шампионска лига. През 1993 година, Крис Уодъл бележи изключително успешен сезон с отбора на Шефилд Уензди, класирайки се за финалите и на двата английски турнира, респективно ФА Къп и Купата на лигата. През тази година, футболните журналисти го определят за футболист на годината в Англия.
Понастоящем, Крис Уодъл работи като сътрудник-коментатор за медийните компании ESPN и BBC 5 Live.

## Отличия
- 1987: Финалист в турнира за Купата на Англия с отбора на „Тотнъм Хотспър“
- 1990, 1991 и 1992: Три пъти шампион на Франция с отбора на „Олимпик Марсилия“
- 1990: Полуфиналист на световното първенство в Италия с националния отбор на Англия
- 1991: Финалист в турнира за Купата на европейските шампиони с отбора на „Олимпик Марсилия“
- 1993: Финалист едновременно в турнира за Купата на Англия и в турнира за Купата на лигата на Англия с отбора на „Шефилд Уензди“

- 1993: Футболист на годината в Англия в класацията на футболните журналисти.